# Kevin Pannewitz
Kevin Pannewitz (* 16. Oktober 1991 in Berlin) ist ein ehemaliger deutscher Fußballspieler und jetziger Fußballtrainer, der als rechtsfüßiger Defensivspieler sowohl in der Innenverteidigung als auch als Sechser eingesetzt wurde.

## Karriere

### Jugend in Berlin und Rostock
Der in Berlin geborene zentrale Mittelfeldspieler durchlief in seiner Heimatstadt die Jugendabteilungen der Vereine Normannia, Frohnau, Nordberliner SC und Tennis Borussia, bevor er 2008 in die A-Jugend von Hansa Rostock wechselte, mit der er 2008/09 in der A-Jugend-Bundesliga spielte.

### Anfänge bei Hansa Rostock
Bereits ein Jahr später rückte Pannewitz noch als A-Jugendlicher in den Herrenbereich auf und absolvierte am 20. September 2009, dem achten Spieltag der Saison 2009/10, für die Rostocker Reservemannschaft seinen ersten Einsatz in der viertklassigen Regionalliga Nord. Pannewitz sah dabei zwar die Rote Karte und verpasste zunächst weitere Einsätze, wenige Tage nach seinem 18. Geburtstag aber nahm er Mitte Oktober am Trainingsbetrieb der Lizenzmannschaft teil, die 2009/10 in der 2. Liga antrat. Am 2. November 2009 wurde er schließlich von Trainer Andreas Zachhuber für das Zweitligaspiel gegen den FC St. Pauli in die Startelf berufen. Am 25. November unterschrieb er bei den Rostockern einen zunächst bis 2013 datierten Profivertrag.
Im weiteren Saisonverlauf etablierte sich Pannewitz im Rostocker Profiteam und absolvierte insgesamt 16 Zweitliga-Einsätze, während er vereinzelt auch noch in der Reservemannschaft aufgeboten wurde. Zum Saisonende musste Rostock aber den Abstieg in die 3. Liga hinnehmen, weshalb die Reserve aus Kostengründen in die fünftklassige Oberliga Nordost zurückgezogen wurde. Abschließend half Pannewitz dann nochmals in der A-Jugend aus, als er im Finale der deutschen A-Jugendmeisterschaft 2009/10 beim 1:0-Sieg gegen Bayer 04 Leverkusen zum Einsatz kam.
Pannewitz, der zwischenzeitlich auch zu Lehrgängen der deutschen U-19-Nationalmannschaft eingeladen worden, für diese aber nicht zum Einsatz gekommen war, wurde unterdessen auch vom Bundesligisten Werder Bremen umworben. Im Gegensatz zu Felix Kroos, der nun von Rostock nach Bremen wechselte, wollte Pannewitz aber zunächst bei Hansa bleiben.
In der Saison 2010/11 wurde Pannewitz mit 35 von 38 möglichen Einsätzen zum Leistungsträger im nun von Peter Vollmann trainierten Drittligateam, mit dem er den sofortigen Wiederaufstieg als Zweiter der Abschlusstabelle erreichte. Zudem gewann Hansa in dieser Spielzeit auch den Landespokal Mecklenburg-Vorpommern, wozu Pannewitz mit einem Tor in vier Einsätzen beigetragen hatte. Er galt zu dieser Zeit als hochtalentierter Spieler, dem allerdings auch ein Mangel an Disziplin nachgesagt wurde. So war er mehrfach durch Gewichtsprobleme aufgefallen, auch wurde er aufgrund unprofessionellen Verhaltens wie übermäßigem Alkoholkonsum wiederholt kurzfristig suspendiert.
Während der Zweitliga-Spielzeit 2011/12 wurde Pannewitz schließlich im November 2011 nach elf Zweitligaeinsätzen aufgrund erneuter Undiszipliniertheit in die zweite Mannschaft strafversetzt. Nachdem Rostock im Dezember 2011 Trainer Vollmann durch Wolfgang Wolf ersetzt hatte, kündigte dieser jedoch an, dass Pannewitz ab Januar 2012 wieder zum Profiteam gehören würde. Nachdem er zwischenzeitlich auch wieder für die Reservemannschaft aufgelaufen war, kam er in der Rückrunde zu weiteren zehn Einsätzen für Hansas Zweitligamannschaft. Zum Saisonende stieg Rostock jedoch erneut in die 3. Liga ab.

### Pannewitz beim VfL Wolfsburg
Im Mai 2012 absolvierte Pannewitz ein Probetraining beim von Felix Magath trainierten Erstligisten VfL Wolfsburg, weshalb Medien vereinzelt berichteten, dass er Hansa für eine Ablösesumme von 300.000 Euro verlassen könnte. Anfang Juni 2012 unterschrieb Pannewitz schließlich einen Zweijahresvertrag beim VfL Wolfsburg. Nach der Saison wurde sein Vertrag jedoch einvernehmlich aufgelöst. Beim VfL kam Pannewitz nur zu zwei Kurzeinsätzen in der U23.

### Goslar, Berlin und Oranienburg
Im Oktober 2013 unterschrieb Pannewitz einen Vertrag beim Goslarer SC 08. Im Juli 2015 wechselte er zur VSG Altglienicke nach Berlin in die 6. Liga. Im Juli 2016 schloss er sich dem Oranienburger FC Eintracht an und spielte in der Brandenburgliga.

### Jena als letzte Chance im Profifußball
Mitte August 2017 unterschrieb Pannewitz einen Zweijahresvertrag beim FC Carl Zeiss Jena. Über seinen Schwager und Jenas Stürmer Timmy Thiele hatte er ein Probetraining bei den Thüringern vermittelt bekommen. Nachdem Pannewitz fast zwei Monate mittrainiert, sein Übergewicht deutlich reduziert und gute Trainingsleistungen gezeigt hatte, einigten sich Verein und Spieler auf einen leistungsbezogenen Vertrag. Am 21. Spieltag der Saison 2017/18 wurde er bei CZ Jenas 0:1-Niederlage bei Fortuna Köln erstmals im Profikader eingesetzt. Am 9. Januar 2019 wurde Pannewitz’ Vertrag außerordentlich gekündigt. Da dies laut Pannewitz ohne Angabe von Gründen geschehen war, klagte der Spieler im Anschluss vor dem Arbeitsgericht Gera gegen seinen Ex-Verein. Anfang April 2019 einigten sich Spieler und Verein auf einen Vergleich in unbekannter Höhe. Im Online-Fanshop des Vereins wurde in der Folge ein spezielles T-Shirt angeboten, dessen Brust Im Paradies gibt’s nicht nur Heilige zierte, auf dem Rücken war Das exklusive Kevin-Pannewitz-Shirt. Mach’s gut, Digga! aufgedruckt.

### Amateurfußball in Berlin und Mecklenburg
Mitte September 2019 schloss sich der Defensivspieler nach achtmonatiger Vereinslosigkeit dem Berliner Kreisligisten SC Siemensstadt an, welchen er jedoch schon einen Monat später wieder ohne Einsatz verließ. Anschließend ging er zum Schöneberger Kreisligisten FC Amed. Pannewitz schoss in acht Spielen für den Klub drei Tore, bis die Saison aufgrund der COVID-19-Pandemie abgebrochen wurde. Ungeschlagen stieg er mit dem FC Amed in die siebtklassige Bezirksliga auf. In der Sommerpause 2022 wechselte Pannewitz zum neugegründeten Verein Delay Sports Berlin in die Kreisliga C. Mit Zweitspielrecht ist er zudem seit August 2023 für den FC KSG Lalendorf aktiv.

### Als Trainer
Am 25. März 2021 wurde Pannewitz zum neuen Trainer der A-Jugend des Nordberliner SC ernannt. Er trainierte das Team ab der Spielzeit 2021/22 in der Landesliga-Staffel 2. Am 15. Januar 2022 gab der Nordberliner SC bekannt, die Zusammenarbeit auf Grund unüberwindbarer Differenzen sofort zu beenden.
Zunächst trainierte Pannewitz in der Saison 2022/23 die zweite Mannschaft von Delay Sports Berlin. Seit 2024 betreut er als Co-Trainer neben Andreas Schild die erste Mannschaft.

## Erfolge
- 2010 Deutscher Meister der A-Junioren-Bundesliga mit Hansa Rostock
- 2011 Aufstieg in die 2. Bundesliga mit Hansa Rostock
- 2011 Landespokalsieger Mecklenburg-Vorpommern mit Hansa Rostock
- 2020 Aufstieg in die Bezirksliga mit FC Amed Berlin

## Persönliches
- In Anlehnung an Johann Ettmayer erhielt Pannewitz von seinem ehemaligen Trainer Felix Magath, der mit Ettmayer zusammengespielt hatte, den Spitznamen „Buffy“.[28][29]
- Im Oktober 2015 wurden Pannewitz und seine Freundin Jill Eltern eines Sohnes.[30]
- Eine Langzeitbeobachtung von Pannewitz und anderen jungen Fußballspielern wurde im Rahmen der Sendereihe 45 Min am 24. September 2018 im NDR ausgestrahlt.[31]
- Im Juni 2019 gab Pannewitz an, sich fortan vegan ernähren zu wollen, was er jedoch nach einer Woche wieder aufgab.[32][33]
- Im Sommer 2020 nahm Pannewitz an der Trash-TV-Sendung Kampf der Realitystars – Schiffbruch am Traumstrand auf Phuket teil.[23] Am Ende gewann er und erhielt ein Preisgeld in Höhe von 50.000 Euro.[34]
- Im Oktober 2020 gab Pannewitz beim ARD-Nachtcafé bekannt, noch einmal abnehmen zu wollen und äußerte den Wunsch, dass sein Sohn ihn noch einmal professionell Fußball spielen sehen sollte. Außerdem gab er in einer Instagram-Story an, dass er vorhätte, 49 Kilogramm an Gewicht zu verlieren und nun regelmäßig laufen ginge.[35]
- In der Sportclub Story des NDR Fernsehen vom 14. März 2021 blickt Pannewitz nicht enttäuscht auf seine kurze Karriere zurück und bekundet Interesse an weiteren Auftritten in Trash-TV-Sendungen wie Big Brother oder Ich bin ein Star – Holt mich hier raus!.[36]
- Seit April 2021 streamt Pannewitz regelmäßig auf der Livestream-Plattform Twitch.
- In einer Instagram-Story erzählt Pannewitz von seinem Arbeitsalltag als Straßenreiniger bei der Berliner Stadtreinigung.[37]
- Seit Dezember 2023 ist Pannewitz auch als Boxer im Schwergewicht aktiv und feierte sein Debüt bei der Benefiz Fightnight in Güstrow.[38] Seinen Kampf gewann er gegen den russischen Tattoo-Künstler Alex Likonen.[39]